# Icelinus burchami
Icelinus burchami és una espècie de peix pertanyent a la família dels còtids.

## Descripció
- Fa 13 cm de llargària màxima.[5][6]

## Hàbitat
És un peix marí, demersal i de clima temperat que viu entre 61 i 570 m de fondària.

## Distribució geogràfica
Es troba al Pacífic oriental: des del sud-est d'Alaska fins a La Jolla (sud de Califòrnia, els Estats Units).

## Observacions
És inofensiu per als humans.